# خطوط هيليوز الجوية الرحلة 522
خطوط هيليوز الجوية الرحلة 522 طائرة بوينغ 737-315S التابعة لشركة خطوط هيليوز الجوية [الإنجليزية] في رحلة طيران من لارنكا إلي براغ عبر أثينا في 14 أغسطس 2005 وكانت تحمل علي متنها 115 راكبا و6 من أفراد الطاقم وكان المضيف الجوي لدي شركة خطوط هيليوز الجوية [الإنجليزية] أندرياس برودرومو البالغ من العمر 25 عاما شارك في تلك الرحلة ليقضي بعض الوقت مع صديقته ومضيفة جوية لدي شركة خطوط هيليوز الجوية [الإنجليزية] هاريس فيكتوريا وبعد وقت قصير من الإقلاع أنطلق جهازي إنذار رئيسيان وبعدها وضع الركاب والطاقم أقنعة الأوكسجين وشعر خمسة من أفراد الطاقم والركاب المئة والخمسة عشر بفقدان الوعي وأصبحت الطائرة رحلة أشباح وأتصل المراقبون من قبرص واليونان بفقدان الإتصال مع طائرة هيليوز إيرويز وأرسل طائرتين حربيتان من طراز جنرال دايناميكس إف-16 فايتينغ فالكون التابعة للقوات الجوية اليونانية وكان شخص واحد يقود الطائرة وهو المضيف الجوي أندرياس برودرومو وكان قائدا عسكريا سابقا في القوات الجوية القبرصية كان يحاول أنقاذ الطائرة وعدم إسقاطها وبعد 3 ساعات من الرحلة نفذ الوقود من الطائرة وتحطمت في الساعة 12:04 ظهرآ بتوقيت اليونان علي بعد 2 كم (1.3 ميل) من غراماتيكو باليونان وقبل الحادث فتح المضيف الجوي الباب عن طريق كلمة السر الإلكترونية وأظهرت نتائج الحادث إنه في 30 ديسمبر 2004 عانت الطائرة نفسها انخفاضا سريعا في الضغظ ووجد الباب الخلفي فيه مسامير قليلة وتمكنت من الهبوط أضطراريا في مطار لندن هيثرو خلال رحلة من وارسو إلي لندن.

## نتائج الحادث
في 1 يناير 2008 أتهم ستة أشخاص بقتل غير متعمد وهم 2 من المملكة المتحدة و1 من بلغاريا و3 من قبرص وفي 31 أكتوبر 2006 أفلست خطوط هيليوز الجوية [الإنجليزية] وفي 23 ديسمبر 2008 إتهم أربعة من مسؤولي خطوط هيليوز الجوية [الإنجليزية] بتهم القتل الخطأ والتسبب في الموت نتيجة التهور والإهمال البالغ عددهم 119 تهمة قتل.